# Лаконе
Лаконе (фр. Laconnex) — громада  в Швейцарії в кантоні Женева.

## Географія
Громада розташована на відстані близько 140 км на південний захід від Берна, 11 км на південний захід від Женеви.
Лаконе має площу 3,8 км², з яких на 10,5% дозволяється будівництво (житлове та будівництво доріг), 79,8% використовуються в сільськогосподарських цілях, 8,9% зайнято лісами, 0,8% не є продуктивними (річки, льодовики або гори).

## Демографія
2019 року в громаді мешкало 684 особи (+13,2% порівняно з 2010 роком), іноземців було 13,7%. Густота населення становила 179 осіб/км².
За віковим діапазоном населення розподілялося таким чином: 19,9% — особи молодші 20 років, 58% — особи у віці 20—64 років, 22,1% — особи у віці 65 років та старші. Було 229 помешкань (у середньому 3 особи в помешканні).
Із загальної кількості 121 працюючого 37 було зайнятих в первинному секторі, 13 — в обробній промисловості, 71 — в галузі послуг.